# Дельжилер
Дельжилер (укр. Дельжилер, до 2016 г. — Дмитровка) — село, относится к Белгород-Днестровскому  району Одесской области Украины
Население по переписи 2001 года составляло 4071 человек. Почтовый индекс — 68110. Телефонный код — 4844. Занимает площадь 3,38 км². Код КОАТУУ — 5125081901.

## Местный совет
68110, Одесская обл., Татарбунарский р-н, с. Дельжилер, ул. Сельская,49а (укр.)

## История
На территории села Дельжилер найдены четыре поселения: два — эпохи бронзы (II тысячелетие до н. э.) и два — первых веков нашей эры. До 1806—1812 гг. переселенцы из-за Дуная — болгары и другие национальности переселялись в северную часть Бессарабии, на земли молдавских княжеств, и там образовывали свои колонии. В Хатарничанском цануте было образовано 4 селения.
В мае 1814 г. из села Кухурлуй Хатарничанского цанута поднялось 64 семьи болгар, взяв из своего имущества, что могли погрузить на свои подводы, и поселились в Бессарабской области в селении Татарбунары. Однако они долго не могли задерживаться там, потому что Татарбунары были административно-торговым центром, жители которого не пользовались льготами, предусмотренными для жителей болгарских колоний. Например, болгарские переселенцы, которые осваивали плодородный чернозем Буджакской степи, получали по 60 десятин земли на семью, освобождались от уплаты налогов, воинской повинности, получали от государства помощь деньгами и натурой. Поэтому болгары искали себе место для постоянного проживания за пределами админцентра. Западнее Татарбунар находились развалины трех татарских селений на стыке трёх балок. Место их слияния — центр села. Все три хутора — Деведжи, Махале и Хаджилере были расположены по берегам этих балок. Часть семей болгар-переселенцев переселились в хутора Хаджилер, Махале и Деведжи, то есть на земли сегодняшней Дмитровки (Дельжилер), остальная часть — в Трапоклу (Траповка) и Эскиполос (Глубокое).
К весне 1822 года болгары, проживавшие в Татарбунарах, окончательно переселились на отведенные им хутора. Там и было основано село Делжилер.
Прибывшие переселенцы из болгарского села Делжилер, в количестве 96 семей, были расквартированы на хуторах, где им было отведено постоянное место жительства, и в близлежащих селах (временно) Бакчалия и Чешма.
Со временем три хутора (Хаджилер, Махале и Деведжи) были объединены в одно село с прямыми улицами, с аккуратно благоустроенными дворами. В течение 1829—1830 годов все переселенцы из близлежащих сел перешли на постоянное место жительства. Так как большинство из них были выходцами из села Делжилер, то они и дали ему старое название «Делжилер». В настоящее время в Болгарии это село носит название Полски Градец, община Раднево, Старо-Загорской области.
В 1831—1833 гг. в Буджаке была сильная засуха, некоторые районы не смогли собрать даже часть посеянного зерна. В новых селениях практически не было запасов зерна. Государство мало помогало переселенцам, и они стали покидать Буджак, выезжая в Болгарию, Валахию. В таких жёстких условиях могли выжить только те, которые раньше обзавелись хозяйством, или прибыли с хорошим состоянием. За эти годы вновь прибывших было более семи тысяч. Три тысячи семей покинули Буджак. Население Делжилер к 1835 году уменьшилось более чем наполовину. Начиная с 1835—1837 гг. население Буджака стабилизировалось. Начался его рост за счет природного прироста. В 1837 г. в Делжилерах числилось 87 семей, а в 1843—157. Переселенцы обзавелись скотом, увеличился размер обрабатываемой земли, повысилась урожайность сельскохозяйственных культур. Согласно отзывам современников, задунайские переселенцы превратили некогда дикую степь Буджака в цветущий сад, а пепелища татарских хуторов — в ухоженные села.
Делжилерцы выращивали зерновые и овощные культуры, разводили скот, сажали и обрабатывали большое количество виноградников. Болгары Буджакской степи были большими мастерами по выращиванию тутового шелкопряда. Вместе с земледелием болгарские переселенцы занимались ремеслом. Все ремесла по своему значению необходимы селу, но главным и первостепенным из них являлось изготовление муки (в Делжилере в конце XIX ст. — начале XX ст.. насчитывалось до 10 ветряных мельниц). Женщины были большими мастерицами по выпечке хлеба и хлебных изделий, тканию ковров, пошиву одежды. В селе имелось несколько смешанных лавок, где продавались промышленные и продовольственные товары. Владельцами этих лавок были: Кичук Антон, Ефримидис Федор. Последний был единственным мастером по изготовлению молотильных досок (дикани). От этого ремесла он стал крупным землевладельцем и обладателем большого капитала; первым в селе приобрел легковой автомобиль в тридцатых годах XX века.
Были и винные погреба, держателями которых были Антов Константин, Мисержи Иван, Димитров Антон, Даниско Федор, Миду Дмитрий, Райчев Прокопий. В селе также работала церковно-приходская школа, где преподавание предметов велось на болгарском языке. Обширные земельные просторы и огромное трудолюбие вдохновляли жителей села на создание для себя благоприятных условий проживания. Так появилась конкуренция между родами и дворами, а в пятидесятых годах и крупные земледельцы, как, например, Желю Тодоров. XX век Земельные наделы, которые входили в общие земли, через каждые 5 лет перераспределялись между общинниками. Никто не имел права продавать общинные земли. Получивший надел, должен был сам трудиться на нем. Земля была разбита на 4 раздела (клины). Такой способ владения землей продолжился до 1906 года. По Указу от 9 октября 1906 года община была запрещена, а вся общинная земля в количестве 7437 десятин была разделена между жителями села. Каждое село самостоятельно принимало решение о количестве наделов на душу населения. Делжилерцы решили выдавать мужчинам по 3 десятины, а женщинам по 1,5 десятины земли. Но те люди, которые соглашались взять земли за 10-15 км от села, получали больше десятин, при условии, что они переселятся ближе к своим наделам. Так, в 1910 году появилось два хутора: Кундук(по названию реки) и Кирган. Кундук сейчас носит название Ново-Алексеевка. Поскольку, согласно Указу, земля давалась на вечное пользование с правом продажи и покупки, многие семьи, которые не владели рабочим скотом, продавали свои наделы, и уже в 1910 г. в Делжилерах появились крупные землевладельцы, которые имели от 33 до 90 десятин земли. Жители села, оставшиеся без земли, вынуждены были идти в внаймы или в местные имущие, или в соседние немецкие колонии Огнецвель и Плоцкое. В 1917 году на территории Бессарабии была установлена Советская власть, но просуществовала недолго. В 1924 году многие жители села принимали участие в Татарбунарском восстании. В октябре 1928 г. Бессарабия перешла в состав королевской Румынии, которая первой вступила в боевые действия с Советским Союзом. В Делжилерах была примария, был создан жандармский пост. В школе преподавание предметов велось на румынском языке, в публичных местах было запрещено говорить на каком — либо языке, кроме румынского, уничтожались все болгарские книги, даже Библия. Жандарм мог за непокорность побить селянина и даже убить. Этот период в памяти людей остался как период страданий и национальной дискриминации.
Согласно ультиматуму СССР к Румынии, Бессарабия была возвращена СССР, и 28 июня 1940 года в Делжилерах была установлена советская власть.
В 1945 г. Указом ПВС УССР село Дельжильеры переименовано в Дмитровку.
С весны 1946 года в селе началась всеобщая коллективизация, которая проходила в основном принудительно. В результате того, что было конфисковано все зерно у селян, и из-за того, что в 1946 г. был неурожай, в селе начался страшный голод. Из 4000 жителей села в живых осталось около 2500 человек. Исчез с карты Бессарабии Кирган, часть населения которого умерла, а остальные — переселились назад в Дмитровку в надежде выжить. В эти годы больше всего погибло детей, женщин и пожилых людей, потому что большинство мужского населения работоспособного возраста было мобилизовано советской властью в 1944 −1945 гг. на «трудовой фронт»(Урал, Донбасс, Днепропетровск) и до того времени не вернулись…
В 2016 году село Дмитровка было переименовано в Дельжилер.

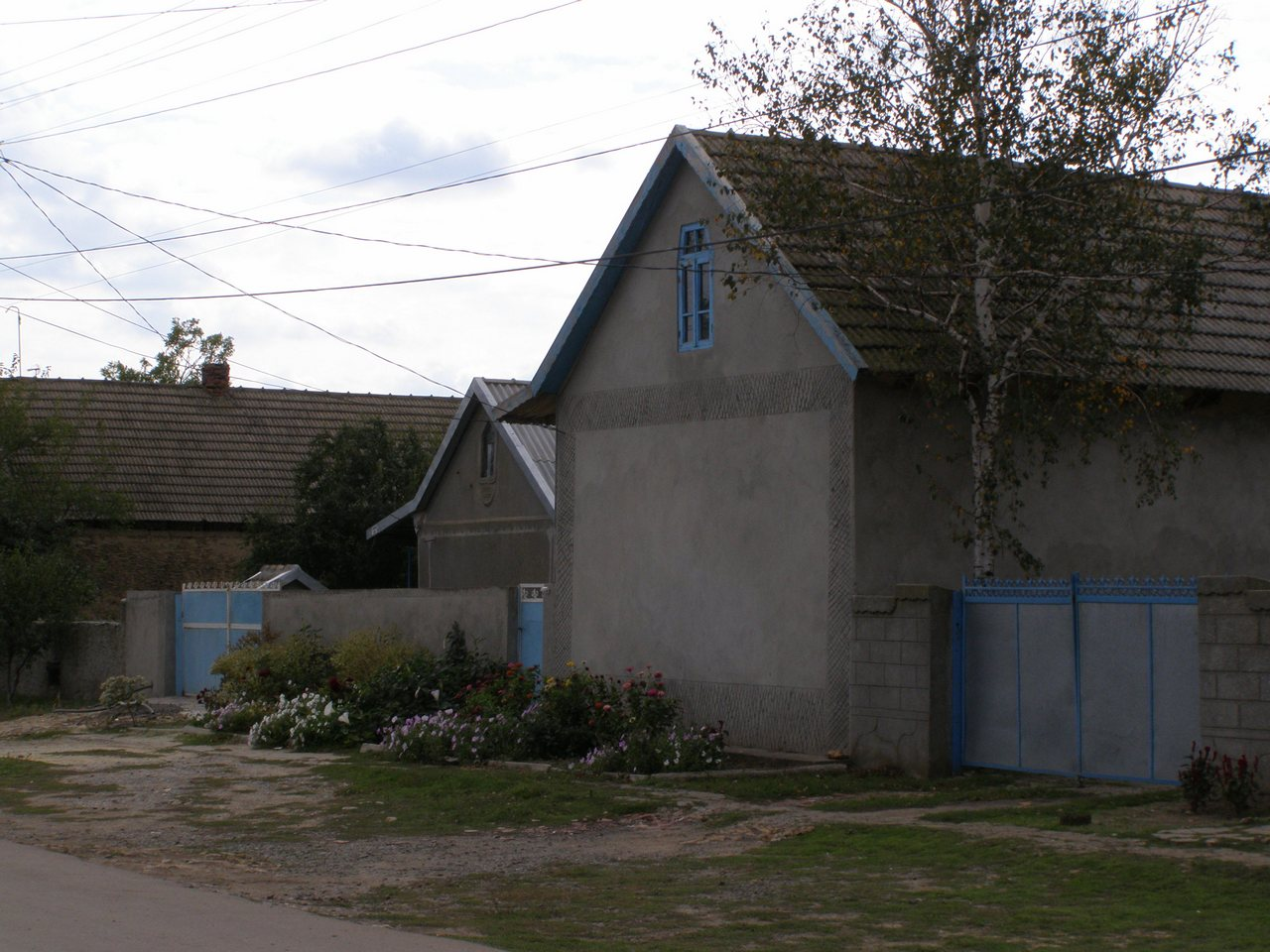
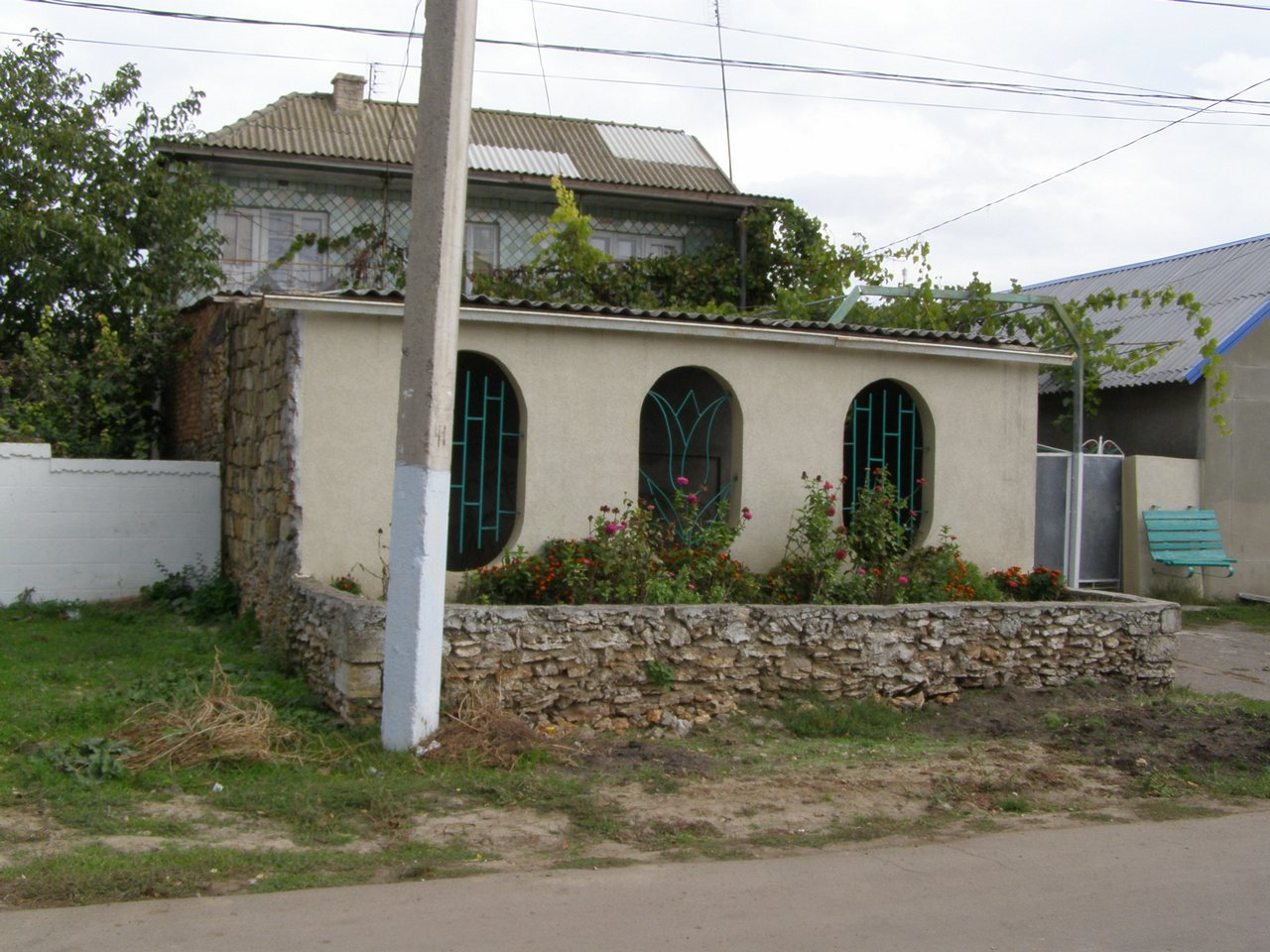
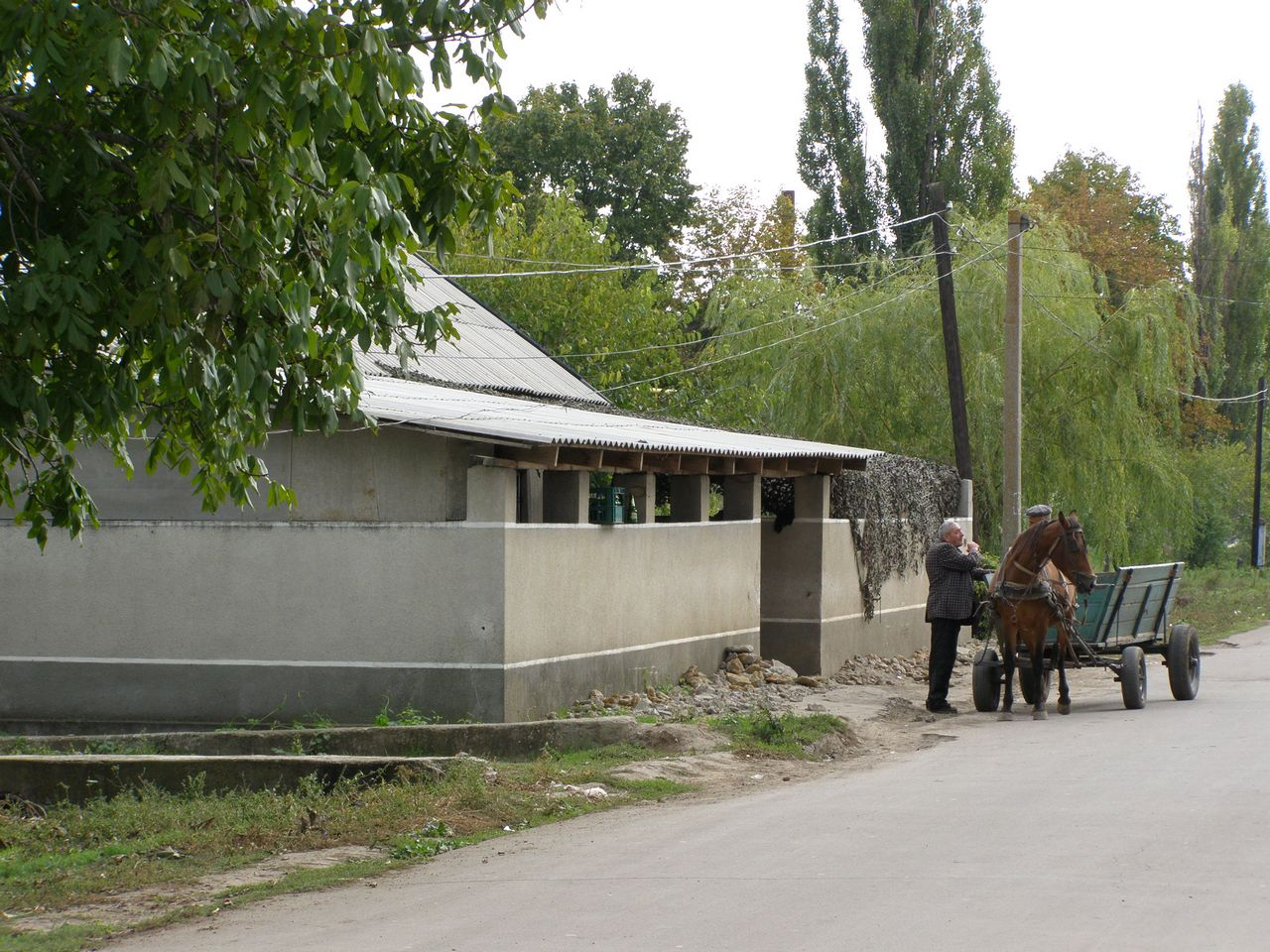
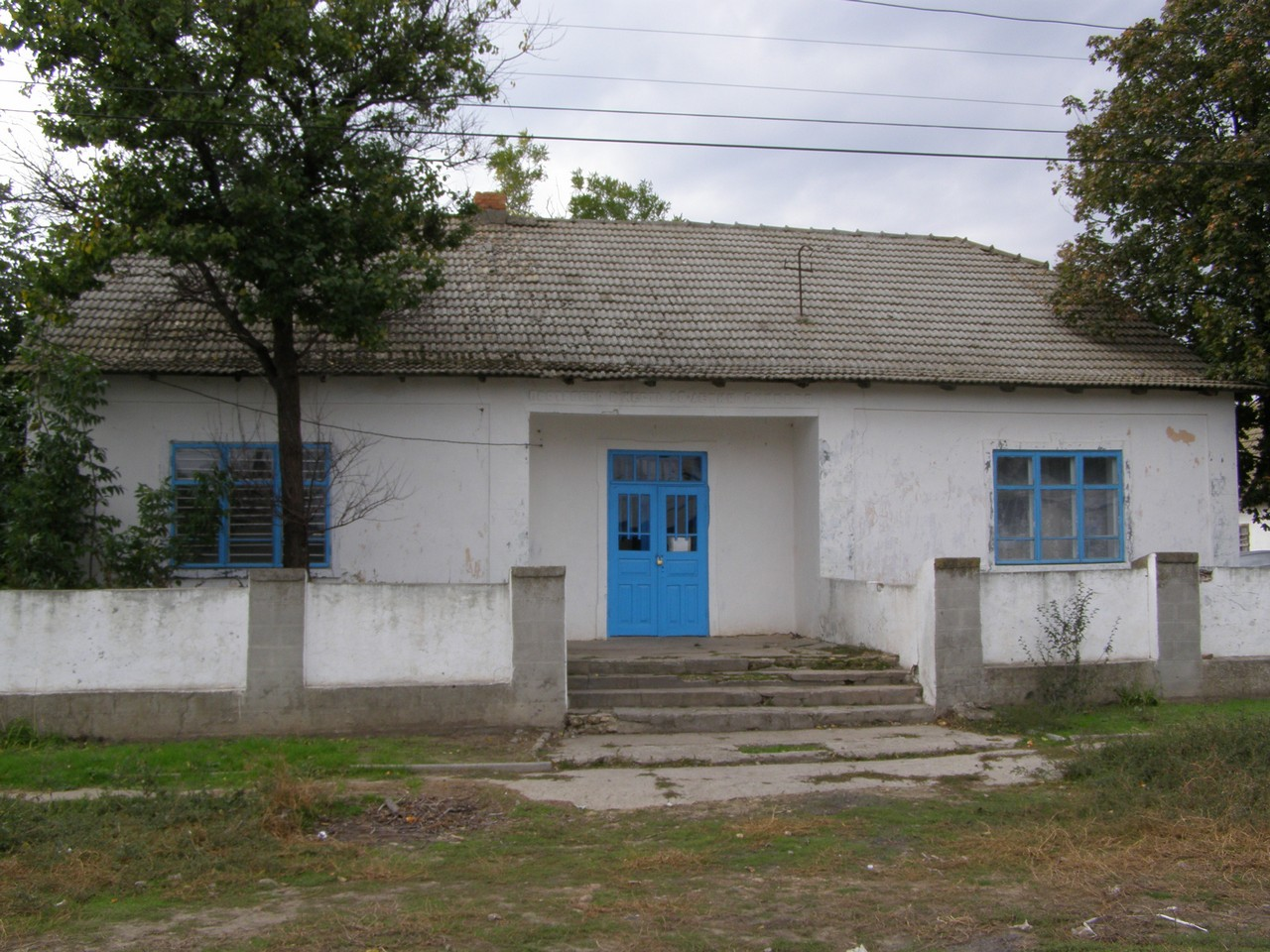
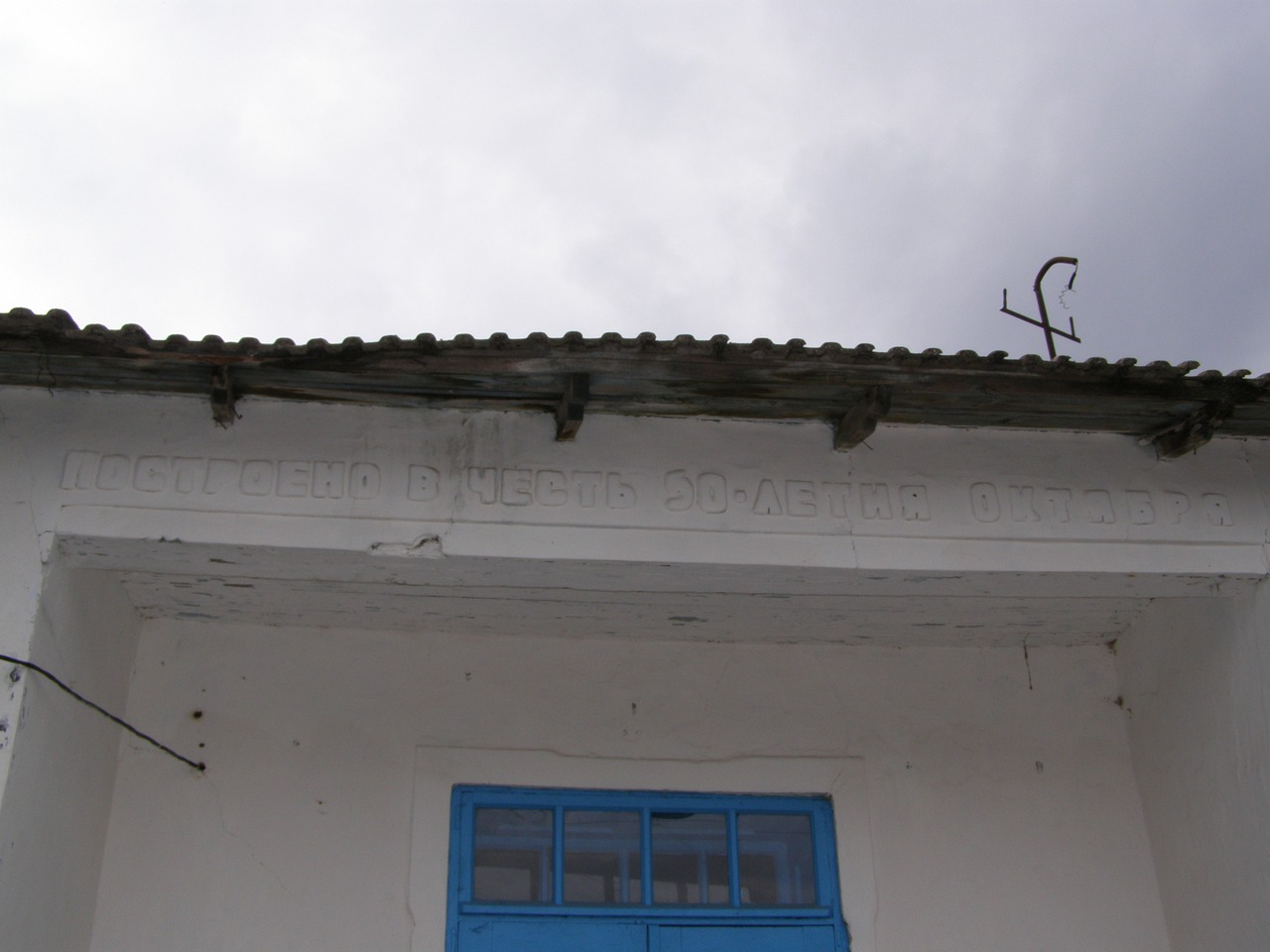